# Peter Orlik
Peter Paul Nikolas Orlik (* 12. November 1938 in Budapest) ist ein US-amerikanischer Mathematiker, der sich mit Kombinatorik, Algebra und Topologie befasst.
Orlik studierte an der Norwegischen Technischen Hochschule in Trondheim (Abschluss 1961) und wurde 1966 an der University of Michigan bei Frank Raymond promoviert (Necessary conditions for the homeomorphism of Seifert manifolds). Er war seit 1966 Assistant Professor und seit 1973 Professor an der University of Wisconsin–Madison.
Orlik war unter anderem 1971/72 Gastprofessor in Oslo. 1967 bis 1969 war er am Institute for Advanced Study.
Er befasste sich unter anderem mit Seifert-Mannigfaltigkeiten, Singularitäten, Zöpfen, Spiegelungsgruppen, Invariantentheorie und hypergeometrischen Integralen und war mit Hiroaki Terao und Louis Solomon Pionier auf dem Gebiet der Hyperflächen-Arrangements.
Er ist Fellow der American Mathematical Society.

## Schriften
- Herausgeber Singularities, 2 Bände, AMS 1983
- mit Hiroaki Terao: Arrangement of Hyperplanes, Grundlehren der mathematischen Wissenschaften, Springer Verlag 1992
- Introduction to Arrangements, CBMS Regional Conference Series, AMS 1989
- mit  Volkmar Welker Algebraic Combinatorics. Lectures at a Summer School in Nordfjordeid, Norway, June 2003, Universitext, Springer Verlag 2007
- mit Louis Solomon: Combinatorics and topology of complements of hyperplanes. Invent. Math. 56 (1980), no. 2, 167–189
- Seifert Manifolds, Lecture Notes in Mathematics 291, Springer Verlag 1972
- mit P. Wagreich Isolated singularities of algebraic surfaces with C*-action, Annals of Mathematics, 93, 1971, 205–228
- mit John Milnor Isolated singularities defined by weighted homogeneous polynomials, Topology, 9, 1970, 385–393
- The multiplicity of a holomorphic map at an isolated critical point, in Real and complex singularities, Oslo: Sijthoff and Noordhoff, 1977, 405–474